# Cerulli (cráter)
Cerulli es un cráter de impacto del planeta Marte situado al noroeste del cráter Luzin, al norte de Pasteur, al noreste de Maggini y al sureste de Focas, a 32.5° norte y 337.9º oeste. El impacto causó un boquete de 130 kilómetros de diámetro. El nombre fue aprobado en 1973 por la Unión Astronómica Internacional, en honor al astrónomo italiano Vincenzo Cerulli (1859-1927).